# 谢尔盖·彼得洛维奇·特鲁别茨科伊
谢尔盖·彼得洛维奇·特鲁别茨科伊亲王（俄语：Серге́й Петро́вич Трубецко́й，1790年8月29日—1860年11月22日）是俄罗斯十二月党人事件的主谋之一。在圣彼得堡的十二月党人北方社团曾试图建立以特鲁别茨科伊为独裁者的政权，在兵变实行的当日，十二月党人的军队已入驻圣彼得堡枢密院广场，但特鲁别茨科伊临阵脱逃并躲入奥地利大使馆，而十二月党人在圣彼得堡的起事也以失败告终。事后，特鲁别茨科伊被判死刑，旋即改判为苦役，最后流放伊尔库茨克并在死前得到赦免。